# Nincs baj, drágám
A Nincs baj, drágám (eredeti cím: Don't Worry Darling) 2022-es amerikai lélektani thriller, amelyet Olivia Wilde rendezett Katie Silberman forgatókönyvéből, Carey Van Dyke, Shane Van Dyke és Silberman története alapján. A főszerepben Florence Pugh, Harry Styles, Wilde, Gemma Chan, KiKi Layne, Nick Kroll és Chris Pine látható.
A filmet az Amerikai Egyesült Államokban 2022. szeptember 23-án mutatták be, Magyarországon szeptember 22-én jelent meg az InterCom Zrt. forgalmazásában. Általánosságban vegyes értékeléseket kapott a kritikusoktól, dicsérték Pugh alakítását, az operatőri munkát, a látványvilágot és a produkciót, viszont negatívan értékelték a forgatókönyvet és a rendezést.

## Szereplők
| Szerep           | Színész         | Magyar hang    |
| ---------------- | --------------- | -------------- |
| Alice Chambers   | Florence Pugh   | Dobó Enikő     |
| Jack Chambers    | Harry Styles    | Fehér Tibor    |
| Bunny            | Olivia Wilde    | Peller Mariann |
| Shelley          | Gemma Chan      | Kelemen Kata   |
| Margaret Watkins | KiKi Layne      | Gubik Petra    |
| Dean             | Nick Kroll      | Kovács Lehel   |
| Frank            | Chris Pine      | Zámbori Soma   |
| Violet Johnson   | Sydney Chandler | Györfi Anna    |
| Peg              | Kate Berlant    | Katona Kinga   |
| Peter            | Asif Ali        | Molnár Levente |
| Bill Johnson     | Douglas Smith   | Baráth István  |
| Dr. Collins      | Timothy Simons  | Dévai Balázs   |

### Magyar változat
- Magyar szöveg: Tóth Tamás
- Hangmérnök: Jacsó Bence
- Vágó: Kajdácsi Brigitta
- Gyártásvezető: Gelencsér Adrienne
- Szinkronrendező: Dóczi Orsolya
- Produkciós vezető: Hagen Péter

A szinkront a Mafilm Audio Kft. készítette.

## A film készítése
A filmet 2019 augusztusában jelentették be, miután 18 stúdió között licitháború alakult ki az Olivia Wilde rendezte következő projekt megszerzéséért. Az árverést a New Line Cinema nyerte meg. Az eredeti forgatókönyvet a Carey és Shane Van Dyke testvérek írták; a forgatókönyv a 2019-es fekete listán szerepelt. 2019-ben Katie Silberman-t vették fel az átdolgozásra, amely a film forgatókönyve lett. Wilde szerint a baljós Frank karakterét Jordan Peterson pszichológus és író ihlette. Peterson elutasította a jellemzést, és a filmet "a legújabb propagandának nevezte, amelyet az éber, önelégült unalmasok és zsarnokok terjesztenek, akik most Hollywoodot uralják."

### Szereposztás
2020 áprilisában Florence Pugh, Shia LaBeouf és Chris Pine csatlakozott a film szereplőgárdájához, a következő hónapban pedig Dakota Johnson. Wilde eredetileg Pugh szerepét játszotta volna, Pugh pedig Wilde szerepét, de szerepet cseréltek, amikor Wilde úgy döntött, hogy egy fiatalabb párt szeretne a film középpontjába állítani. 2020 szeptemberében Harry Styles csatlakozott a szereplőgárdához, LaBeouf helyett.
2020 októberében Gemma Chan és KiKi Layne csatlakozott a stábhoz, Layne Johnson helyére lépett, aki Az elveszett lány (2021) című filmmel való ütemezési problémák miatt kilépett a projektből. Ugyanebben a hónapban Sydney Chandler, Nick Kroll, Douglas Smith, Kate Berlant, Asif Ali, Timothy Simons és Ari'el Stachel is csatlakozott a filmhez.

### Forgatás
A forgatás 2020. október 26-án kezdődött Los Angelesben. 2020. november 4-én két hétre ideiglenesen leállították, miután a stáb egyik tagjának pozitív lett a Covid19 tesztje, ami miatt a sztárokat karanténba helyezték. A forgatás 2021. február 13-án fejeződött be.